# Amédée Mouchez
Amédée Ernest Barthélemy Mouchez, spesso indicato come l'Ammiraglio Mouchez, (Madrid, 24 agosto 1821 – Wissous, 29 giugno 1892), è stato un astronomo e contrammiraglio francese. Nel 1887 avviò il progetto della Carte du Ciel in qualità di direttore dell'Osservatorio di Parigi.

## Biografia
Nato a Madrid, in Spagna nel 1821, all'età di sedici anni si iscrisse alla scuola navale di Brest e successivamente intraprese la carriera militare nella marina francese, raggiungendo il grado di tenente comandante nel 1845 e di capitano nel 1861. Nel 1870 fu a lui affidata l'eroica difesa del porto di Le Havre durante la guerra franco-prussiana, unico evento militare di combattimento che lo vide protagonista, in un periodo altrimenti di relativa pace marittima internazionale. La maggior parte delle attività della marina erano dedicate all'esplorazione e Mouchez si interessò inizialmente di studi idrografici lungo le coste della Corea, della Cina e dell'America meridionale; qui, esplorò l'arcipelago di Abrolhos e risalì il Paraná per 320 km, fino a raggiungere il fiume Paraguay. Migliorò le tecniche di rilevamento in mare, adattando strumenti terrestri per uso navale, e si interessò del problema della misura della longitudine. Sviluppò l'uso del teodolite e del telescopio meridiano per ridurre l'errore da 30" a 3-4" nel misurare la longitudine.
Nel 1868 intraprese una spedizione per cartografare le coste dell'Algeria, che fu interrotta dal periodo del suo comando a Le Havre. La riprese al termine della guerra, portandola a conclusione nel 1873, quando fu eletto nel Bureau des longitudes e, l'anno seguente, sponsorizzato dall'Académie des sciences per osservare il transito di Venere dall'isola Saint Paul, nell'Oceano Indiano. Il 9 dicembre ottenne un'ottima sequenza fotografica dell'evento.
Nell'ottobre del 1875 presentò la sua relazione all'Académie, della quale fu eletto membro. Nominato contrammiraglio, nel 1878 - alla morte di Le Verrier - fu chiamato a dirigere l'Osservatorio di Parigi, incarico che mantenne fino al 1892 - anno della sua morte. L'osservatorio era caduto in rovina e discredito a seguito del periodo di instabilità sociale e politica seguito alla guerra del 1870 ed alla Comune di Parigi del 1871. Mouchez avviò un programma di ricostruzione e riforme: acquistò nuovi strumenti, avviò ricerche fotografiche e spettroscopiche, fondò il Bulletin Astronomique nel 1884, istituì il museo dell'osservatorio e la Scuola di Astronomia, che, sebbene attiva per soli dieci anni (1879-1890), fornì personale preparato in funzione del lavoro atteso e delle disponibilità esistenti; decentrò il dipartimento meteorologico. Riuscì inoltre a uniformare l'ora in Francia a quella di Parigi. Ciò che non gli riuscì, invece, fu di convincere il governo a finanziare un nuovo osservatorio fuori dal centro della città. Obiettivo che perorò con costanza.
Nel 1887, collaborò con David Gill per ospitare una conferenza di astronomia internazionale a Parigi. Principale risultato della quale fu l'istituzione di un progetto multinazionale per compilare e indicizzare un atlante fotografico del cielo, noto come la Carte du Ciel, della quale Mouchez è riconosciuto come l'iniziatore. Il progetto procurò un notevole impegno per gli osservatori coinvolti per diversi decenni, prima che fosse reso obsoleto da metodi astronomici più moderni. Roger Hutchins gli attribuisce il ritardo accumulato dagli osservatori francesi nel campo dell'astrofisica nella prima metà del Novecento.
Affetto da una sordità senile, Mouchez morì a Wissous nel 1892, all'età di settant'anni.

## Onorificenze
- A Le Havre è stata eretta una statua, scoperta alla presenza di Benjamin Baillaud nel 1921.[2]
- A Parigi, gli è intitolata la rue de l'Amiral-Mouchez nei pressi del parco Montsouris, dove è sito l'Osservatorio di Parigi.
- Nel 1935, l'Unione Astronomica Internazionale gli ha intitolato il cratere Mouchez sulla Luna.

## Opere
- Recherches sur la longitude de la côte orientale de l'Amérique du sud (1866)
- Rio de la Plata. Description et instructions nautiques (1873)
- Instructions nautiques sur les côtes d'Algérie (1879)
- Rapport annuel de l'Observatoire de Paris (1885-1892)
- La photographie astronomique à l'Observatoire de Paris et de la Carte de ciel (1887)
- Instructions nautiques sur les côtes du Brésil (1890)

### Cataloghi delle opere di Mouchez
- Royal Society, Catalogue of Scientific Papers, IV 498, VIII 488, X 864;
- Poggendorff, III 940, IV 1034-1035;
- Catalogue général des livres imprimés de la Bibliothèque nationale, CXX, cols.533-538.